# Buďte bdělí
Buďte bdělí nebo také Buďte bdělí, Ježíš praví je česká eschatologická[zdroj?] mešní píseň z roku 1983, zařazená do jednotného kancionálu pod číslem 519. Její text napsal Josef Hrdlička, nápěv složil Zdeněk Pololáník. Má po jedné sloce pro vstup, před evangeliem a k obětnímu průvodu, dvě k přijímání a jednu na závěr. Obsahově vychází z podobenství o deseti pannách, zaznamenaném v Matoušově evangeliu – Mt 25, 1–13 (Kral, ČEP).[zdroj?]